# Michaił Ługinin
Michaił Pietrowcz Ługinin (Łuczinin) (ur. 1898 we wsi Ługinowka w powiecie orłowskim w guberni wiackiej, zm. 1965 w Kalininie) – funkcjonariusz NKWD, jeden ze sprawców zbrodni katyńskiej.
Miał wykształcenie średnie, od 1937 członek WKP(b), w 1940 jako młodszy lejtnant bezpieczeństwa państwowego i zastępca szefa I Oddziału Specjalnego Zarządu NKWD obwodu kalinińskiego brał udział w mordowaniu polskich jeńców z obozu w Ostaszkowie, za co 26 października 1940 został nagrodzony przez szefa NKWD Ławrientija Berię. Później m.in. zastępca szefa Oddziału Zarządu MGB ZSRR obwodu wielkołuckiego w stopniu podpułkownika. Odznaczony Orderem Lenina (21 lutego 1945) i dwoma Orderami Czerwonego Sztandaru (19 stycznia 1945 i 25 lipca 1949).